# Onda coreana
A onda coreana , também chamada de invasão coreana (em coreano: 한류 (hangul); 韓流 (hanja); romaniz.: Hallyu) é um neologismo referente a popularização da cultura sul-coreana a partir dos anos 1990. O termo foi originado pelos jornalistas de Pequim, que se surpreenderam com a crescente popularidade da cultura sul-coreana na China. Este fenômeno foi referido mais tarde como "Hánliú" (em coreano: 韓流; romaniz.: Hánliú; lit. "fluxo da Coreia").  Ele foi impulsionado pela exportação de dramas coreanos, como Autumn Fairy Tale e Winter Sonata, além de músicas e filmes.
Primeiro impulsionado pela disseminação de K-dramas televisivos através do Leste, Sul e Sudeste da Ásia durante seus estágios iniciais, a onda coreana evoluiu de um desenvolvimento regional em um fenômeno global, devido à proliferação de música pop coreana (K-pop) através de videoclipes no YouTube. Atualmente, a propagação da onda coreana para outras regiões do mundo está mais visível entre adolescentes e jovens adultos na América Latina, o Oriente Médio, Norte da África, África do Sul, América do Norte e Europa. 

## Visão geral
A onda coreana é baseada em muitos aspectos diferentes da cultura sul-coreana, tais como:
- K-Pop, a música popular coreana;
- K-Drama, as novelas e filmes;
- K-Fashion, a moda e o modo de vestir;
- K-Beauty, os 10 passos de cuidados com a pele (conhecido como 10-Step Korean Skincare);
- K-Food, a culinária coreana;
- K-Culture, a cultura e a língua coreana;
- Tecnologia, incluindo smartphones e automóveis;
- Manhwas e webtoons, as histórias em quadrinhos.

Muitos consideram as influências culturais proveniente da Península Coreana, principalmente a cultura popular da Coreia do Sul, mas também a cultura tradicional coreana em sua totalidade, como parte da onda coreana.

## Líderes do Hallyu
De acordo com estudo da Agência Cultural Coreana.
| Grupo             |  | Período       | Gênero    | Empresa            |
| ----------------- |  | ------------- | --------- | ------------------ |
| TVXQ!             |  | 2003–Presente | Masculino | S.M. Entertainment |
| Super Junior      |  | 2005-Presente | Masculino | S.M. Entertainment |
| BIGBANG           |  | 2006–Presente | Masculino | YG Entertainment   |
| Girls' Generation |  | 2007–Presente | Feminino  | S.M. Entertainment |
| 2NE1              |  | 2009- 2016    | Feminino  | YG Entertainment   |

Novos Líderes de acordo com artigo do South China Morning Post.
| Grupo     | Período       | Gênero    | Empresa               |
| --------- | ------------- | --------- | --------------------- |
| BTS       | 2013-Presente | Masculino | Big Hit Entertainment |
| BLACKPINK | 2016-Presente | Feminino  | YG Entertainment      |